# État civil indigène d'Algérie

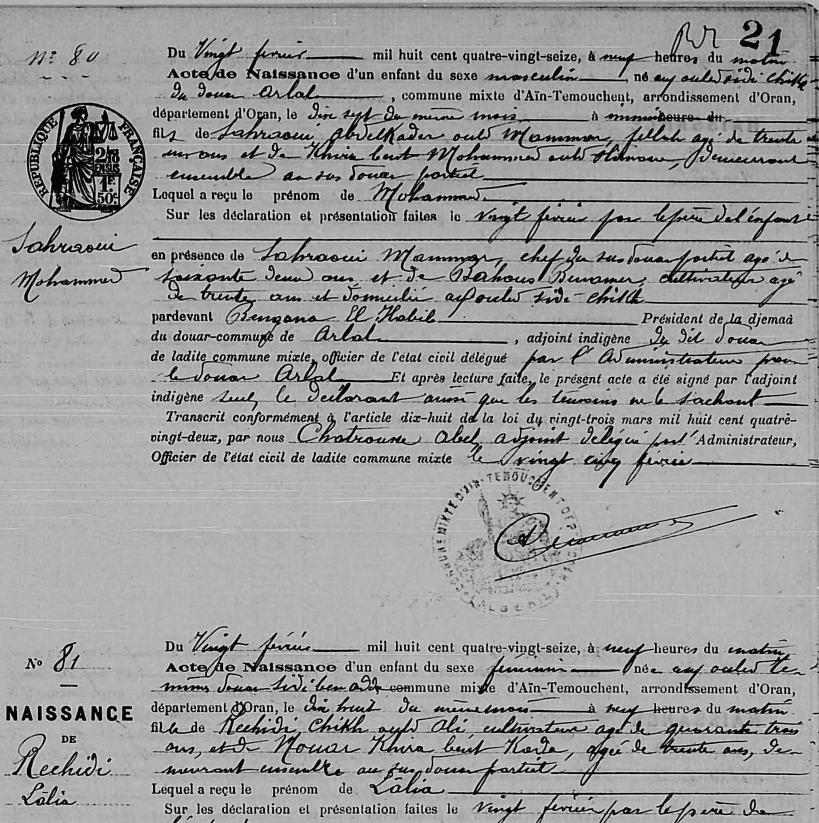
Actes de naissance de 1896, enregistrés sur un formulaire indiquant que leur retranscription est conforme aux prescriptions de l'article 18 de la loi du 23 mars 1882. En outre, ces actes de la commune mixte d'Aïn Témouchent dénomment les parents sous le mode patronymique et le mode traditionnel, sous la forme Patronyme / Prénom (isem) / Filiation paternelle (nasab).

 (novembre 2008).
L’instauration de l'état civil en Algérie est relativement ancienne en comparaison avec les pays voisins, la Tunisie (décret beylical du 30 juin 1925) et le Maroc (dahir du 8 mars 1950). Il a été organisé par la loi du 23 mars 1882  promulguée par l'administration coloniale, modifiée par la loi 2 avril 1930, organisation rendue nécessaire par la constitution de la propriété foncière indigène (Sénatus consulte du 22 avril 1863 et loi du 26 juillet 1973).
Depuis, tout Algérien porte un prénom et un nom patronymique.

## Établissement de l'état civil
Le système anthroponymique algérien était, jusqu’à l’arrivée des Français en 1830, essentiellement oral et fondé sur la filiation lignagère. La fixation et l’immutabilité des noms de personnes sont le fait de l’administration coloniale et correspondent à l’institutionnalisation du mode patronymique et à l’instauration de l’état civil par la loi du 23 mars 1882.
Il a été constitué de la manière suivante : le recensement préalable par commune et section de commune effectué par l'officier d'état civil a donné lieu à l'inscription de la population indigène sur un registre matrice. Cette inscription mentionnait les nom, prénoms, profession, domicile, et dans la mesure du possible l'âge et le lieu de naissance. Chaque individu se voyait attribuer un nom patronymique ajouté à son nom habituel. Ce nom était soit choisi par lui, s'il n'avait plus ni ascendant mâle dans la ligne paternelle, ni oncle paternel, ni frère aîné, soit celui choisi par le premier (ou à défaut le deuxième, ou à défaut le troisième de ces parents). Des précautions furent prises pour que tous les descendants ou collatéraux d'un même individu considéré comme ayant le choix du nom soient dotés du même nom. L'inscription sur le registre matrice donnait ultérieurement lieu à la délivrance d'une carte d'identité reproduisant les mêmes mentions. Le registre matrice, dûment homologué, devenait registre d'état-civil.
Cependant, au regard du travail colossal qui attendait l'administration qui s'était vue à court de temps, celle-ci eut recours à des individus à peine instruits et qui bâclèrent le travail. Une telle assertion se vérifie de nos jours par les erreurs de transcription, des noms n'ayant aucun lien avec l’ascendance, des énormités pour certains patronymes affectés à des individus, des frères de même père et mère qui se virent attribuer des noms totalement différents.
Les Algériens virent l'opération de recensement et d'identification d'un mauvais œil. À la fin de la campagne projetée, on mit comme base de départ à l'état matrice de l'état civil algérien l'année 1892, devenue l'année de renvoi pour tous les actes antérieurs (les naissances approximatives de tous les recensés vivants à l'époque des opérations de recensements et d'identifications furent consignés sur des registres qui ressemblent, si l'on peut dire, quelque peu à des arbres généalogiques des concernés sans pousser plus en arrière). À partir de là, l'administration fit obligation à ses administrés indigènes de déclarer toute nouvelle situation : naissances, mariages et décès. Tout contrevenant s'exposait à des sanctions sévères.
Au sujet des patronymes affectés et ce qui en résulta de l'opération d'identification des algériens, on voit des écarts d'abord par rapport à la volonté des individus mais qui ne pouvaient s'opposer au risque de se retrouver taxer de fauteur de troubles, donc passible de poursuites et de sanctions.
Choisir son nom patronymique relevait d'une insubordination pour ceux qui s'y essayaient. Donc il fallait éviter toute réclamation qui pourrait s'avérer inutile en plus du fait de déclencher le mécontentement de l'administration. Bien sûr, il y eut ceux qui firent réclamation, mais ils étaient en faible nombre et leurs requêtes furent traitées par des procès expéditifs.
Des régions berbérophones, comme la Kabylie, se virent attribuer des noms d'essence arabe[réf. nécessaire].
Le 23 mars 1882, les autorités coloniales imposent un état-civil aux autochtones. Certains se sont fait attribuer des noms insultants, obscènes, vulgaires ou ridicules, relatifs par exemple à des noms d'animaux, d'objets ou d'onomatopées. Dans certains villages, comme en Kabylie, dans un objectif de fichage, les habitants se sont fait attribuer des noms aléatoires commençant tous par la même lettre.
Parfois la transcription en français est fautive ou un nom est confondu avec un autre comme « Saadi » qui devient « Sadat ». Les particules des noms berbères comme « aït », « naït » ou « ou » sont supprimés ou remplacés par leurs équivalents arabes comme « ben ».
Ceux qui refusent de se faire attribuer un nom sont dénommés SNP « sans nom patronymique », et sont de faits exclus de la société.

## Pour approfondir